# Thời kỳ Bắc thuộc lần thứ hai
Bắc thuộc lần thứ hai (chữ Nôm: 北屬吝次二, ngắn gọn: Bắc thuộc lần 2) trong lịch sử Việt Nam kéo dài khoảng 500 năm từ năm 43 đến năm 543, từ khi Mã Viện theo lệnh Hán Quang Vũ Đế nhà Đông Hán đánh chiếm lại bộ Giao Chỉ từ tay Trưng Vương, đến khi Lý Bí khởi binh đánh đuổi thứ sử nhà Lương là Tiêu Tư năm 542 rồi lập ra nước Vạn Xuân năm 544.

## Lịch sử

### Cuối Đông Hán
Sau khi cuộc khởi nghĩa Hai Bà Trưng thất bại, nhà Đông Hán tiếp tục duy trì sự cai trị tại bộ Giao Chỉ nhưng xoá bỏ sự tự trị địa phương. Vào cuối thế kỷ 2, nhà Đông Hán suy yếu, chiến tranh quân phiệt bùng nổ. Hán Hiến Đế bị các quyền thần thay nhau khống chế.
Trước tình hình đó, Thái thú quận Giao Chỉ là Sĩ Nhiếp xin nhà Hán cho 3 người em là Sĩ Nhất, Sĩ Vĩ và Sĩ Vũ làm thái thú các quận: Sĩ Nhất làm Thái thú Hợp Phố, Sĩ Vĩ làm Thái thú Cửu Chân, Sĩ Vũ làm Thái thú Nam Hải. Triều đình nhà Đông Hán do rối loạn trong nước không thể quản lý bộ Giao Chỉ xa xôi nên mặc nhiên thừa nhận. Từ đó thế lực họ Sĩ ở Giao Chỉ rất lớn.
Năm 192, người bản địa quận Nhật Nam theo Khu Liên khởi binh chống nhà Hán và thành lập nước Chăm Pa độc lập. Lực lượng nhà Đông Hán ở phía nam yếu ớt không chống nổi, bất lực trước sự ly khai của Khu Liên. Từ đó phía nam quận Nhật Nam trở thành nước Chăm Pa, tách hẳn sự cai trị của nhà Đông Hán và các triều đại Trung Quốc sau này.
Năm 200, Tào Tháo đang nắm vua Hiến Đế ở Hứa Xương đánh bại được đối thủ quân phiệt lớn nhất là Viên Thiệu trong trận quyết định ở Quan Độ. Nắm quyền chủ động ở Trung Nguyên, Tào Tháo bắt đầu quan tâm tới miền nam. Năm 201, Tào Tháo nhân danh Hiến Đế cử Trương Tân sang làm thứ sử bộ Giao Chỉ.

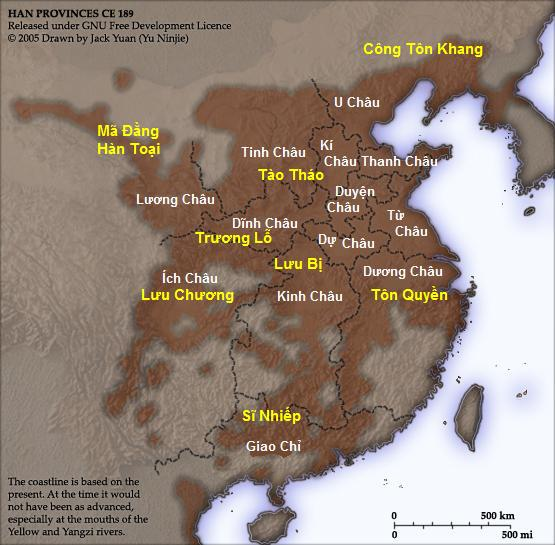
Bản đồ Trung Quốc năm 208.

Năm 203, Trương Tân và Sĩ Nhiếp cùng nhau dâng biểu xin lập bộ Giao Chỉ làm châu, nhà Hán mới đặt bộ Giao Chỉ làm Giao Châu. Từ đó Giao Châu được ngang hàng với các châu khác ở Trung Quốc. Hiến Đế phong Trương Tân làm quan mục ở Giao Châu. Bắt đầu từ đấy có tên Giao Châu.
Năm 206, Trương Tân bị bộ tướng Khu Cảnh giết chết. Khi đó Lưu Biểu đã trấn giữ Kinh Châu không thần phục Tào Tháo, bèn sai thủ hạ là Lại Cung sang làm quan mục Giao Châu. Cùng lúc, thái thú quận Thương Ngô là Sử Hoàng cũng chết, Lưu Biểu vội sai Ngô Cự đi cùng Lại Cung sang làm thái thú Thương Ngô.

### Thời Tam Quốc và nhà họ Sỹ
Năm 207, Tào Tháo can thiệp vào Giao Châu, sai người đưa thư phong Sĩ Nhiếp làm Tuy Nam trung lang tướng, cho quản lý cả bảy quận của Giao Châu là Nam Hải, Uất Lâm, Thương Ngô, Hợp Phố, Giao Chỉ, Cửu Chân và Nhật Nam và kiêm thái thú quận Giao Chỉ như trước. Trong khi đó hai thủ hạ của Lưu Biểu là Ngô Cự và Lại Cung lại bất hòa. Hai người chưa tới nơi trấn trị đã trở mặt đánh nhau. Ngô Cự đánh đuổi Lại Cung khiến Lại Cung chạy về quận Linh Lăng (thuộc Kinh Châu), còn Ngô Cự tới được trị sở Thương Ngô.
Năm 208, Lưu Biểu chết. Tào Tháo mang đại quân nam tiến đánh chiếm Kinh Châu. Cuối năm 208 xảy ra trận Xích Bích. Tào Tháo thất bại trong ý đồ thống nhất Trung Hoa, phải rút về Trung nguyên. Tôn Quyền và Lưu Bị thắng trận, thừa cơ cùng nhau đánh chiếm đất Kinh Châu từ tay Tào Tháo để lại.
Đối với Giao Châu, Tôn Quyền cũng giành lấy quyền quản lý. Năm 210, Tôn Quyền sai thủ hạ là Bộ Chất sang làm Thứ sử Giao châu. Sĩ Nhiếp tuy trước đã thần phục Tào Tháo nhưng biết không thể chống lại Tôn Quyền nên đành phải nghe theo, chấp nhận ngôi vị của Bộ Chất. Từ đó Giao Châu trên danh nghĩa thuộc về họ Tôn mà ít lâu sau thành lập nước Đông Ngô khi Trung Quốc chính thức chia làm 3 nước: Tào Ngụy, Thục Hán và Đông Ngô.
Tuy Bộ Chất làm thứ sử nhưng thế lực của họ Sĩ vẫn rất lớn và thực quyền cai quản trong tay họ Sĩ. Sĩ Nhiếp sai con là Sĩ Hâm sang làm con tin ở Kiến Nghiệp với Tôn Quyền và được phong làm Long Biên hầu.
Năm 226, Sĩ Nhiếp chết, con trai là Sĩ Huy tự mình lên thay chức Thái thú quận Giao Chỉ không xin lệnh Tôn Quyền. Để tăng cường quản lý phía nam, Tôn Quyền chia Giao Châu cũ của nhà Hán làm hai: lấy 3 quận Nam Hải, Uất Lâm, Thương Ngô phía bắc hợp thành Quảng Châu, giao cho Lã Đại làm Thứ sử; Giao Châu chỉ còn 4 quận phía nam là Hợp Phố, Giao Chỉ, Cửu Chân và một phần quận Nhật Nam, giao cho Trần Thì làm Thứ sử. Tuy nhiên Sĩ Huy mang quân ngăn trở Trần Thì đến nhận chức. Tôn Quyền sai Lã Đại mang quân sang đánh để triệt bỏ họ Sĩ. Lã Đại lừa giết anh em Sĩ Huy và chiếm lấy Giao Châu. Từ đó Giao Châu hoàn toàn thuộc về Đông Ngô. Tôn Quyền lại bỏ Quảng Châu, khôi phục Giao Châu gồm 7 quận như cũ, cho Lã Đại làm Giao Châu mục.

### Nhà Đông Ngô
Năm 248, cuộc khởi nghĩa của Triệu Thị Trinh bị Thứ sử Giao Châu là Lục Dận (Đông Ngô - cháu Lục Tốn) dập tắt.
Cuối năm 263, Tào Ngụy diệt Thục Hán. Cùng năm, viên quan ở quận Giao Chỉ là Lữ Hưng (Lã Hưng) giết chết Thái thú Tôn Tư của Đông Ngô, mang quận về hàng Tào Ngụy.
Vua Ngô là Cảnh Đế Tôn Hưu vội chia lại Giao Châu như ý định của Tôn Quyền năm 226: tách 3 quận Nam Hải, Uất Lâm, Thương Ngô phía bắc hợp thành Quảng Châu, đặt trị sở ở Phiên Ngung và Giao Châu gồm 4 quận phía nam là Hợp Phố, Giao Chỉ, Cửu Chân và Nhật Nam.
Quyền thần nhà Ngụy là Tư Mã Chiêu nhân danh Ngụy Nguyên Đế Tào Hoán phong cho Lã Hưng làm An Nam tướng quân kiêm Thái thú Giao Chỉ, coi việc binh ở Giao Châu và Hoắc Dặc (tướng cũ Thục Hán) làm Thứ sử Giao Châu (nhưng vẫn đóng quân ở Nam Trung, không trực tiếp sang Giao Châu). Cuối năm 264, Lã Hưng bị thủ hạ là Công tào Lý Thống giết chết.
Năm 265, con Tư Mã Chiêu là Tư Mã Viêm cướp ngôi nhà Ngụy, lập ra nhà Tấn. Hoắc Dặc tiến cử Dương Tắc sang thay cho Lã Hưng vừa bị giết, vua Tấn đồng ý. Dương Tắc làm Thái thú Giao Chỉ, Đổng Nguyên làm Thái thú Cửu Chân.

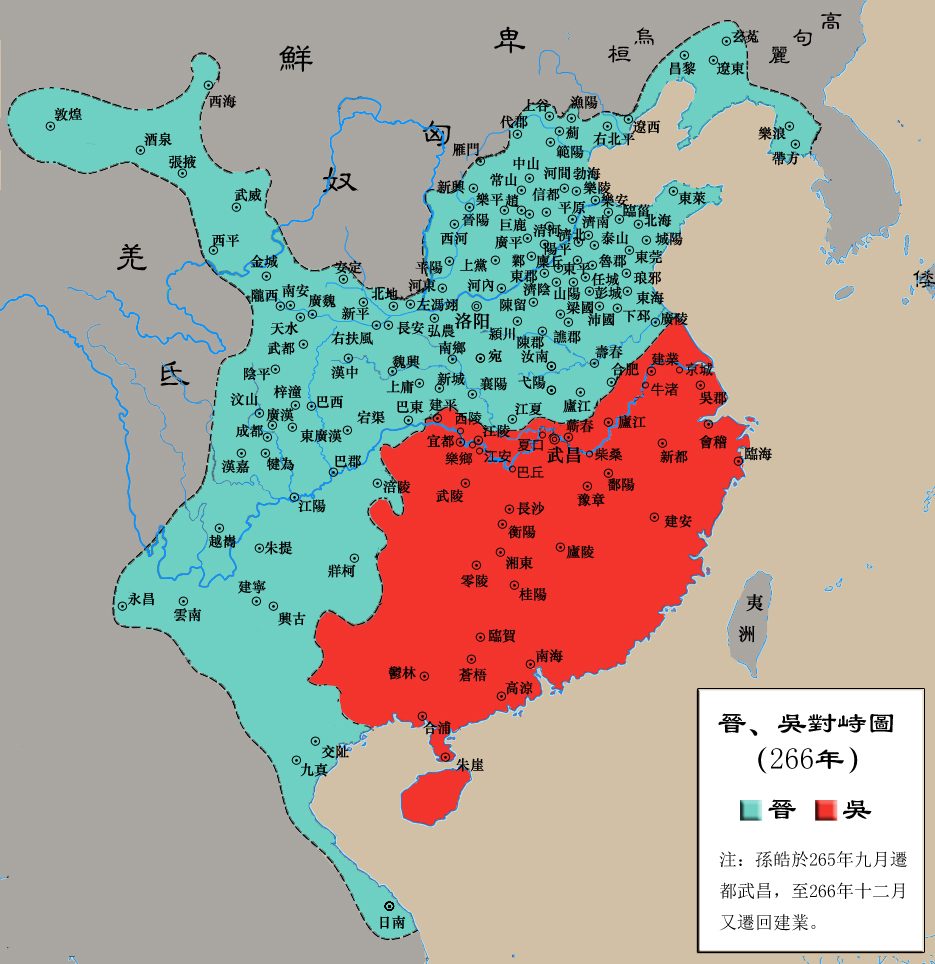
Năm 266, nhà Tấn sau khi thu phục Thục Hán, chiếm giữ luôn Giao Châu trước đó thuộc Đông Ngô.

Từ đây, Giao Châu thuộc quyền nước Tấn. Nước Đông Ngô tiến hành chiến tranh với Tấn để tranh giành Giao Châu và Quảng Châu, gọi là Giao Quảng chi loạn. Năm 268, Ngô Mạt Đế Tôn Hạo phong Lưu Tuấn làm thứ sử Giao châu, sai đánh chiếm lại từ tay nhà Tấn, nhưng bị Dương Tắc đánh bại 3 lần. Quận Uất Lâm thuộc Quảng Châu của nhà Ngô cũng bị Dương Tắc chiếm đóng. Nhà Tấn theo tiến cử của Tắc, cho Mao Quế làm thái thú quận Uất Lâm.
Năm 271, Tôn Hạo lại sai Đào Hoàng sang đánh Giao châu. Lần này quân Ngô thắng trận, Đào Hoàng bắt được Dương Tắc và giết Mao Quế. Tuy nhiên Lý Tộ vẫn chiếm giữ quận Cửu Chân theo Tấn, không hàng Ngô. Sau đó Đào Hoàng đánh lâu ngày mới hạ được Cửu Chân. Toàn Giao châu trở về Đông Ngô, Đào Hoàng được phong làm Giao châu mục.
Năm 280, Tấn Vũ Đế diệt Ngô, bắt Tôn Hạo. Hạo viết thư khuyên Đào Hoàng hàng Tấn. Hoàng đầu hàng, được giữ chức cũ tới khi qua đời năm 300. Từ đó Giao châu thuộc nhà Tấn.

### Thời Lưỡng Tấn, Nam Bắc triều
Từ thời Lưỡng Tấn tới thời Nam Bắc triều, tuy có sự thay đổi triều đại và biến động nhiều ở Trung nguyên nhưng Giao châu chỉ có những biến động quân sự, không có nhiều biến động về chính trị.
Tại miền bắc, các tộc Ngũ Hồ vào xâm chiếm và cai trị, các triều đại Đông Tấn (317-420), Lưu Tống (420-479), Nam Tề (479-502), Lương (502-557) nối nhau cai trị ở miền nam và giữ được quyền quản lý Giao châu không bị gián đoạn, thay đổi như cuối thời Đông Hán và Tam Quốc. Những cuộc nổi dậy của người địa phương như Lương Thạc, Lý Trường Nhân chỉ kéo dài một thời gian đều bị dẹp; những cuộc xâm lấn của Lâm Ấp từ phía nam cũng nhanh chóng bị đẩy lùi; một số lực lượng nổi dậy chống triều đình chạy sang Giao châu cũng nhanh chóng bị đánh bại.

## Hành chính
Bộ Giao Chỉ gồm có 9 quận: Nam Hải, Uất Lâm, Thương Ngô, Hợp Phố, Đạm Nhĩ, Chu Nhai, Giao Chỉ, Cửu Chân và Nhật Nam. Trong các quận này, Giao Chỉ và Cửu Chân là nước Âu Lạc cũ; các quận Nam Hải, Uất Lâm, Thương Ngô, Hợp Phố vốn là đất do nhà Tần chiếm được của người Bách Việt ở Lĩnh Nam; quận Nhật Nam do nhà Hán mở rộng xuống phía nam quận Cửu Chân. Ba quận thuộc lãnh thổ Việt Nam hiện nay là Giao Chỉ, Cửu Chân và Nhật Nam.
Quận Nam Hải gồm có 6 huyện, quận Uất Lâm gồm có 12 huyện, quận Thương Ngô gồm có 10 huyện, quận Hợp Phố gồm có 5 huyện, quận Giao Chỉ gồm có 10 huyện, quận Cửu Chân gồm có 5 huyện và quận Nhật Nam gồm có 5 huyện.
Từ năm 203, theo đề nghị của Thứ sử Trương Tân và Sĩ Nhiếp, bộ Giao Chỉ được lập thành Giao Châu, coi ngang hàng như các châu ở Trung Quốc.
Năm 264, nhà Đông Ngô chính thức cắt 3 quận Nam Hải, Uất Lâm, Thương Ngô phía bắc hợp thành Quảng Châu, Giao Châu gồm 4 quận còn lại phía nam là Hợp Phố, Giao Chỉ, Cửu Chân và Nhật Nam.
Sau khi đánh chiếm lại được Giao Châu từ tay nhà Tấn (271), Đào Hoàng đã xin với Tôn Hạo đặt thêm 2 quận Vĩnh Bình và Tân Xương trên cơ sở tách khỏi quận Giao Chỉ và đặt thêm quận Cửu Đức tách khỏi quận Cửu Chân. Như vậy Giao Châu cuối thời Ngô sang Tấn gồm có 7 quận, thuộc lãnh thổ Việt Nam ngày nay gồm có 6 quận Giao Chỉ, Vĩnh Bình, Tân Xương, Cửu Chân, Cửu Đức và Nhật Nam. Còn quận Hợp Phố nay thuộc lãnh thổ Trung Quốc.
Thời Nam Bắc triều, về cơ bản địa giới hành chính Giao châu như thời Lưỡng Tấn, có điều chỉnh ít qua các triều đại:
- Thời Lưu Tống (420-479): Đặt thêm quận Tống Bình tách từ quận Giao Chỉ và đặt quận Nghĩa Xương.
- Thời Nam Tề (479-502): có sự thêm bớt một số huyện ở các quận.
- Thời Lương: Lương Vũ Đế cải cách hành chính trong nước, chia đất đặt thêm nhiều châu nhỏ, trong đó tại Giao châu chia quận Giao Chỉ đặt ra Hoàng châu và quận Ninh Hải; lấy quận Cửu Chân lập ra Ái châu; lấy quận Nhật Nam đặt ra Đức châu, Lợi châu và Minh châu.

## Kinh tế

### Nông nghiệp
Đồ sắt phát triển giúp cho năng suất trồng trọt tăng nhanh và đời sống tương đối no đủ. Các công trình thủy lợi như đắp đê sông và đê biển được tiến hành bên cạnh một số kênh ngòi được đào phục vụ cho nông nghiệp.
Người Việt bắt đầu biết áp dụng thâm canh tăng năng suất. Trải qua quá trình tăng vụ, chuyển vụ, người Việt đã biết trồng lúa 2 mùa trong 1 năm từ rất sớm. Các sách sử Trung Quốc thời kỳ này đều gọi lúa chín 2 mùa là lúa Giao Chỉ.
Sản xuất nông nghiệp phát triển tốt nhưng đồng thời sản phẩm của người bản địa cũng bị các triều đình phương Bắc vơ vét qua tô thuế nặng nề. Lượng thuế nông nghiệp mà nhà Hán thu từ đây là 13,6 triệu hộc, nhiều hơn so với những vùng như Mân, Quảng, Điền, Kiềm.

### Thủ công nghiệp
Các nghề chính thời kỳ này là rèn, đúc đồng để làm dụng cụ lao động, đồ dùng gia đình (bình, đỉnh, chậu, bát, chén, đĩa…) và vũ khí (kiếm, dao, kích, lao, mũi tên...)
Nghề gốm phát triển trên cơ sở tiếp thu kỹ thuật từ Trung Quốc. Sản phẩm có đồ dùng thường ngày như bát, chén, đĩa, nậm, mâm, khay, nồi, chõ… hay đồ thờ như đỉnh, đèn, bình hương, thìa, đũa sành) và tượng thú. Người Việt còn được tiếp thu nghề làm giấy của Trung Quốc và nghề làm chế tạo thủy tinh từ Ấn Độ và phương Nam truyền tới.
Nghề làm gạch ngói phục vụ các công trình kiến trúc như thành quách, chùa tháp, mộ táng. Hai nghề phụ phổ biến nhất là nghề dệt và đan lát. Các loại vải đều được nhuộm thành nhiều màu khác nhau.
Người Việt biết dùng mía nấu mật làm đường, gọi là thạch mật. Lúc đó người Trung Quốc chưa biết làm đường bằng mía nên thạch mật của Giao châu trở thành cống phẩm quý cho triều đình nhà Hán.
Bên cạnh đó, những ngành thủ công nghiệp khác cũng phát triển như mộc, sơn then, thuộc da, nấu rượu, làm đồ đá…
Sự phát triển thủ công nghiệp của Việt Nam thời kỳ này cũng bị kìm hãm do tác động của các triều đại cai trị phương Bắc. Họ bắt nhiều thợ thủ công giỏi về phục vụ xây dựng tại kinh đô khiến lực lượng sản xuất nghề này bị ảnh hưởng nhiều.

### Thương mại
Ngoài hệ thống sông ngòi tự nhiên, hệ thống đường sá hình thành qua nhiều năm cũng góp phần thúc đẩy hoạt động thương mại. Các thư tịch cổ Trung Quốc nói rằng các nước phương Nam và phương Tây muốn đến Trung Quốc đều phải đi theo con đường Giao Chỉ. Từ thời Nhà Hán, thuyền buôn các nước Ấn Độ, Quý Sương, Parthia (Ba Tư), La Mã đều qua Giao Chỉ và coi đây như là một trạm dừng chân quan trọng để đến Trung Quốc. Sang thời Nam Bắc triều, thuyền các nước này và các tiểu quốc bờ biển Sumatra, Sri Lanka… đều qua lại buôn bán với các quận Giao Chỉ, Cửu Chân, Nhật Nam.
Theo ghi chép của Hậu Hán thư, Vương quốc Parthia mua tơ lụa từ đất nhà Hán bán lại cho La Mã lãi rất cao. Triều đình La Mã muốn sai sứ giao thương với triều đình nhà Hán nhưng Parthia cố ngăn trở không cho La Mã tiếp cận để mua hàng trực tiếp của Hán. Năm 166, dưới triều vua Hán Hoàn Đế, Hoàng đế La Mã là Marcus Aurelius Antoninus sai sứ theo đường từ Nhật Nam đến dâng ngà voi, sừng tê, đồi mồi cho nhà Hán để đặt quan hệ. Đó là lần đầu tiên La Mã thông với Trung Quốc, qua quận Nhật Nam thuộc lãnh thổ Việt Nam ngày nay.
Việc buôn bán ở Giao Châu hầu hết do người Hoa khống chế. Các triều đại Trung Quốc cũng có chính sách đánh thuế thương mại với các tàu thuyền buôn của nước ngoài rất nặng.

## Xã hội
Trước khi bị đế chế phương Bắc chinh phục và biến thành quận huyện, xã hội Việt cổ hình thành trên nền tảng nghề trồng lúa nước phát triển ở đồng bằng châu thổ sông Hồng. Hình thái nhà nước sơ khai dựa trên chế độ thủ lĩnh địa phương là Lạc tướng.
Từ đầu Công nguyên trở đi, nền văn minh Đông Sơn bị giải thể về cấu trúc. Theo các sử gia hiện đại, các mảnh vụn của nền văn minh này tuy không bị mất đi nhưng một mặt đã hòa vào nền văn hóa dân gian và của các xóm làng Việt cổ và các thành phần tộc người khác ở Đông Dương và Đông Nam Á; mặt khác đã gá lắp với những thể chế văn hóa, văn minh ngoại lai từ Trung Quốc và Ấn Độ. Do đó, dần dần đã tạo nên một sắc thái văn hóa – văn minh mới là văn minh Hán-Việt và Việt-Hán.
Cùng chịu chung sự cai trị với người Trung Quốc nhưng người Việt bị xem là Man Di, chịu chính sách phân biệt Hoa – Di. Việc phân biệt đó tạo hố ngăn cách giữa người Việt và người Hoa, do đó các thủ lĩnh người Việt nổi dậy như Lương Thạc, Lý Trường Nhân đã giết nhiều quan lại và kiều dân người Hoa khi họ nổi dậy.
Các triều đại phương Bắc chỉ nắm được tới cấp huyện, không thể khống chế được hạ tầng cơ sở của xã hội Việt cổ là các làng. Chính sử Trung Quốc thừa nhận những thủ lĩnh (cừ súy) người Việt vẫn "hùng cứ hương thôn". Đó được xem là vùng trời riêng của người Việt. Trong khi văn hóa phương Bắc trọng nam khinh nữ thì văn hóa Việt cổ có sự tôn trọng vai trò của người phụ nữ trong gia đình và xã hội. Những người phụ nữ điển hình chính là Trưng Trắc, Trưng Nhị hay Triệu Thị Trinh.
Cùng những phong tục cổ truyền như dùng trống đồng, nhiều tục lệ cổ khác vẫn được giữ như cạo tóc hay búi tóc, xăm mình, chôn cất người chết trong quan tài hình thuyền, nhuộm răng, ăn trầu…
Một vài tập tục trong đời sống có sự thay đổi do Hán hóa như giã gạo bằng chày tay thay bằng giã cối đạp (theo hệ thống đòn bẩy); nhà ở từ nhà sàn sang nhà trên đất bằng…

## Văn hóa
Nền văn học nghệ thuật của Trung Quốc phát triển cũng có ảnh hưởng tới người Việt thời kỳ này. Nét đặc trưng của thời kỳ này là sự thay đổi văn hóa ngôn từ. Theo nhận định của các nhà sử học, văn hóa Đông Sơn và nghệ thuật Đông Sơn vẫn tồn tại tuy trên đà suy thoái mạnh.

## Tôn giáo tín ngưỡng
Các tôn giáo truyền vào Việt Nam từ đầu công nguyên là Nho giáo, Phật giáo và Đạo giáo.

### Nho giáo
Từ thời Tây Hán, đạo Nho đã xâm nhập làm công cụ phục vụ cho sự cai trị của triều đình nhà Hán. Dần dần có những người Việt theo đường học vấn Nho giáo phục vụ cho chính quyền phương Bắc như Lý Tiến, Lý Cầm. Nhà Hán cho Lý Tiến trở lại Giao châu, không cho làm quan ở Trung nguyên vì "hay chê bai, bắt bẻ triều đình".
Sang thời Tam quốc - Lục triều, loạn lạc nhiều, Nho giáo dần suy. Dù sau đó tiếp tục được truyền bá nhưng Nho giáo chưa bao giờ phát triển rực rỡ tại Giao châu.

### Đạo giáo
Đạo giáo cũng được truyền từ Trung Quốc, tuy muộn hơn Nho giáo nhưng sâu rộng hơn. Thứ sử Giao châu Trương Tân là người chuộng Đạo giáo. Đạo giáo truyền vào Việt Nam thời kỳ này chỉ hạn chế ở tầng lớp trên trong xã hội và các quan lại đô hộ. Những hình tượng nguyên sơ của người Việt như Lạc Long Quân, Chử Đồng Tử, Tản Viên, Sơn Tinh, Phù Đổng Thiên Vương… đều dần dần bị Đạo giáo hóa và thần thánh hóa.
Đạo giáo phù thủy từ thế kỷ 2 được truyền vào Giao châu và hòa quyện với những đền miếu, tín ngưỡng dân gian cổ truyền.

### Phật giáo
Phật giáo truyền vào Việt Nam theo hai con đường: từ Ấn Độ truyền bá vào Trung Quốc rồi từ đây sang Việt Nam và từ Ấn Độ qua con đường phía nam Đông Dương tới, được các nhà nghiên cứu xác định vào khoảng thế kỷ đầu Công nguyên.
Luy Lâu tại Giao châu chính là một trong 3 trung tâm Phật giáo thời Đông Hán cùng với Lạc Dương (kinh đô) và Bành Thành ở hạ lưu sông Trường Giang. Từ thế kỷ 2, Giao châu đã thành lập những tăng đoàn, dịch kinh Phật, xây dựng chùa và sáng tác sách nói về kinh Phật. Những kinh điển Phật giáo đầu tiên được phiên dịch tại Giao châu là Tứ thập nhị kinh và Lý hóa luận. Phật giáo có tinh thần hòa đồng với các tín ngưỡng dân gian và các tôn giáo khác như Nho giáo và Đạo giáo.

## Chiến tranh với Lâm Ấp
Sau khi ly khai miền nam quận Nhật Nam ra khỏi lãnh thổ do nhà Hán quản lý từ năm 192, Chăm Pa - hay Lâm Ấp - trở thành nước độc lập. Do Trung Quốc nhiều biến cố, các triều đại cai trị Giao châu chỉ có thể duy trì sự quản lý tại đây, không thể đánh chiếm lại Chăm Pa.
Sang thế kỷ 4, Lâm Ấp lớn mạnh hơn trước. Tới giữa thế kỷ 4 thời Đông Tấn, các vua Lâm Ấp bắt đầu đánh ra bắc, tiến vào địa phận Giao châu. Vua Chăm Pa là Phạm Văn tiến đánh Nhật Nam và đòi lấy Hoành Sơn làm ranh giới.
Năm 351, Thái thú quận Giao Chỉ là Dương Bình và Thái thú quận Cửu Chân là Hoan Toại đánh thắng vua Lâm Ấp là Phạm Phật, đánh phá nước Lâm Ấp rồi rút về.
Năm 353, Thứ sử Giao châu là Nguyễn Phu lại đánh Phạm Phật, phá hơn 50 lũy.
Sau đó Phạm Phật vẫn thường mang quân cướp phá biên giới. Năm 359, Thứ sử Giao châu là Ôn Phóng Chi đánh đến kinh đô Lâm Ấp ở miền Quảng Nam.
Cuối thời Đông Tấn, vua An Đế nhu nhược, các quyền thần thao túng triều đình, tranh giành quyền bính. Sau đó quyền thần Lưu Dụ giành thắng lợi, tập trung đánh dẹp Ngũ Hồ ở Trung nguyên để lập công trạng chuẩn bị cướp ngôi nhà Tấn. Nước Lâm Ấp lại mang quân đánh phá các quận Nhật Nam, Cửu Đức và Cửu Chân.
Năm 399, con Phạm Phật là Phạm Hồ Đạt mang quân đánh quận Nhật Nam, bắt Thái thú Quế Nguyên; sau đó đánh vào quận Cửu Đức, bắt sống Thái thú Tào Bính. Thái thú quận Giao Chỉ là Đỗ Viện đem quân ra đánh tan được Phạm Hồ Đạt. Hồ Đạt bỏ chạy về nước. Đỗ Viện được phong làm Thứ sử Giao châu.
Năm 413, Phạm Hồ Đạt lại tiến ra quận Cửu Chân. Con Đỗ Viện là Đỗ Tuệ Độ nối chức cha, mang quân phá được Lâm Ấp, giết con Hồ Đạt là Chân Tri và Phạm Kiện, bắt một hoàng tử khác là Na Năng.
Năm 415, quân Lâm Ấp lại bắc tiến một lần nữa nhưng lại bị đẩy lui. Đến năm 420, khi Lưu Dụ mới cướp ngôi nhà Tấn lập ra nhà Lưu Tống, Đỗ Tuệ Độ nhân lúc Lâm Ấp suy yếu bèn nam tiến, đánh giết quá nửa quân Lâm Ấp. Nước Lâm Ấp phải xin hàng và nộp cống. Sau này con Tuệ Độ là Đỗ Hoằng Văn tiếp tục được nối cha và ông làm thứ sử Giao châu.
Nhưng chỉ 4 năm sau, vua Lâm Ấp là Phạm Dương Mại lại tiến đánh hai quận Nhật Nam và Cửu Chân. Đỗ Hoằng Văn định mang quân ra đối phó, nhưng nghe tin nhà Tống sắp cử người sang thay mình nên án binh không ra nữa. Vì vậy từ đó quân Lâm Ấp thường xuyên ra cướp phá Giao châu.
Sau khi Đỗ Hoằng Văn chết (426), Tống Văn Đế phong Vương Huy làm thứ sử Giao châu. Năm 431, Phạm Dương Mại lại mang thủy quân tiến ra quận Cửu Chân. Thứ sử Giao châu mới là Nguyễn Di Chi ra chống cự bị bại trận.
Năm 433, Phạm Dương Mại sai sứ sang Kiến Khang xin Tống Văn Đế cho quản lý Giao châu nhưng không được chấp nhận. Sau đó Dương Mại vẫn sai sứ đi lại nhưng mặt khác vẫn cướp phá các quận phía nam Giao châu.
Khoảng năm 445-446, Tống Văn Đế sai Đàn Hòa Chi mang quân đánh Lâm Ấp. Phạm Dương Mại sai sứ giảng hòa và xin trả những hộ dân lấy của Giao châu. Đàn Hòa Chi sai sứ đi dụ Dương Mại thì bị Dương Mại bắt giữ. Hòa Chi bèn tiến binh. Tháng 5 năm đó, quân Tống đánh hạ thành Khu Lật, tiến vào Tượng Phố. Dương Mại dốc quân cả nước ra đánh nhưng bị thua to, cùng con bỏ chạy thoát thân.
Sau trận thua nặng, thế lực của Lâm Ấp suy yếu hẳn. Từ đó tới hết thời Bắc thuộc lần 2 gần 100 năm, Lâm Ấp không xâm phạm vào Giao châu nữa.

## Các cuộc nổi dậy của người bản địa

### Thời Đông Hán
Năm 100, hơn 2.000 dân huyện Tượng Lâm thuộc quận Nhật Nam nổi dậy nhưng nhanh chóng bị đánh dẹp.
Năm 137, người huyện Tượng Lâm lại nổi dậy đánh phá trị sở nhà Hán, giết trưởng lại rồi đánh rộng ra toàn quận Nhật Nam. Thứ sử bộ Giao Chỉ là Phàn Diễn mang 2 vạn quân đi đánh nhưng binh lính ngại đi xa bèn làm loạn, đánh phá 2 quận Giao Chỉ và Cửu Chân. Năm 138, nhà Hán theo kế của Lý Cố, thay hai thái thú ở Cửu Chân và Nhật Nam, đồng thời dùng kế lấy vàng lụa mua chuộc và ly gián các thủ lĩnh quận Nhật Nam đánh lẫn nhau. Cuối cùng quân nổi dậy bị dẹp.
Năm 144, dân Nhật Nam lại cùng Cửu Chân nổi lên chống lại nhà Hán nhưng nhanh chóng bị dẹp.
Năm 157, Chu Đạt nổi dậy giết huyện lệnh Cư Phong rồi tiến đánh quận Cửu Chân, giết chết thái thú. Nhà Hán cử binh sang đánh, quân Chu Đạt rút về quận Nhật Nam. Năm 160 thì Chu Đạt bị dẹp hẳn.
Năm 178, Lương Long ở quận Giao Chỉ nổi dậy, lôi kéo thêm dân các quận Hợp Phố, Cửu Chân và Nhật Nam hưởng ứng. Năm 181 Nhà Hán điều quân sang dẹp, giết chết Lương Long.
Năm 192, Khu Liên nổi dậy ở huyện Tượng Lâm thuộc quận Nhật Nam, giết huyện lệnh rồi thành lập nước Chăm Pa.

### Thời Tam Quốc
Sang thời Đông Ngô cai trị, Giao châu nổ ra cuộc khởi nghĩa của Triệu Thị Trinh cùng anh là Triệu Quốc Đạt vào năm 248. Đây có cuộc khởi nghĩa lớn nhất của người Việt nổ ra vào thời điểm này để chống lại Tôn Quyền, khiến "toàn thể Giao châu chấn động". Tôn Quyền sai Lục Dận mang 8.000 quân sang đánh và dẹp được cuộc nổi dậy này.

### Thời nhà Tấn và Nam Bắc triều
Năm 299, thú binh ở quận Cửu Chân do Triệu Chỉ cầm đầu nổi dậy giết thái thú nhà Tấn và vây quận thành. Không lâu sau lực lượng này bị dẹp.
Năm 317, đốc quân người Việt là Lương Thạc giết Thứ sử Cố Thọ, lập con Đào Hoàng là Đào Tuy (hoặc Uy) lên thay. Nhà Tấn cử Vương Cơ sang làm thứ sử, bị Lương Thạc ngăn trở và giết các kiều dân người Hoa ở Giao châu. Nhà Tấn lại cử Vương Lượng sang làm thứ sử. Lương Thạc lại chống cự, mang quân vây hãm thủ thành Long Biên và giết chết Lượng. Năm 323, Tấn Nguyên Đế phải cử danh tướng Đào Khản sang Giao châu mới đánh được Lương Thạc. Thạc bị giết.
Năm 468, tướng lĩnh bản địa là Lý Trường Nhân nổi dậy giết thuộc hạ người phương Bắc của Thứ sử Lưu Mục mới qua đời và tự lập làm thứ sử. Nhà Lưu Tống cử Lưu Bột sang nhưng Trường Nhân chống lại, ngăn không cho Lưu Bột sang. Nhà Tống phải công nhận Trường Nhân làm thứ sử. Vài năm sau Trường Nhân chết, em họ là Lý Thúc Hiến, nguyên Thái thú quận Vũ Bình lên thay. Nhà Tống lại sai Thẩm Hoán sang làm Thứ sử nhưng Thúc Hiến không nghe, ngăn cản Hoán. Hoán chết ở quận Uất Lâm. Nhà Tống lại phải công nhận Thúc Hiến.
Năm 479, Tiêu Đạo Thành diệt Lưu Tống lập ra Nam Tề. Năm 485, Nam Tề Vũ Đế Tiêu Trách sai Lưu Khải điều binh 3 quận sang đánh. Lý Thúc Hiến liệu thế không chống nổi bèn sang đầu hàng nhà Tề.
Năm 541, Lý Bí khởi binh chống nhà Lương. Thứ sử Tiêu Tư bỏ chạy về bắc. Qua năm 542 và 543, nhà Lương cử binh sang dẹp đều bị đánh bại. Năm 544, Lý Bí thành lập nước Vạn Xuân và tự xưng đế. Với sự kiện thành lập nước Vạn Xuân, người Việt giành lại quyền tự chủ, thời Bắc thuộc lần 2 chấm dứt.

## Các triều đại và quan đô hộ

### Triều đại
Trong gần 500 năm Bắc thuộc lần 2, Việt Nam trải qua sự cai trị của các triều đại phương Bắc:
- Đông Hán (167 năm: 43-210)
- Đông Ngô (62 năm: 210-263 và 271-280)
- Tào Ngụy (2 năm: 263-265)
- Tấn (146 năm: 265-271, 280-420, gồm Tây Tấn 43 năm: 265-271, 280-317 và Đông Tấn 103 năm: 317-420)
- Lưu Tống (59 năm: 420-479)
- Nam Tề (23 năm: 479-502)
- Lương (39 năm: 502-541)

### Các quan đô hộ
Sử sách ghi lại các quan đô hộ đã sang Việt Nam trong thời kỳ này, gồm một danh sách không đầy đủ, như sau:
| - Mã Viện - Lý Thiện - Trương Khôi - Hồ Cống - Chúc Lương (136) - Chu Xưởng (136) - Phàn Diễn (137) - Trương Kiều (138 - ?) - Hạ Phương (144) - Lưu Tảo (145 - 160) - Dương Phò - Ngô Thức (? - 157) - Ngụy Lãng (157 - 158) - Chúc Điềm (159 - 160) - Hạ Phương (160 - ?) - Cát Kỳ - Đinh Cung - Chu Thặng - Trương Bàn (165 - ?) - Chu Ngung (178-180) - Chu Tuấn (181-183) - Giả Tông (184-185) - Lý Tiến (186-189) - Chu Phù (190-?) - Trương Tân (203-206) - Lại Cung (207-207) - Sĩ Nhiếp (207-227) | - Bộ Chất (210-?) - Sĩ Huy (227) - Hoàng Cái (?-?) - Lã Đại (227-231) - Lục Dận (248-258) - Hoắc Dặc (264) - Lã Hưng (264) - Mã Dung (265-266) - Dương Tắc (266) - Mao Cảnh (266) - Đào Hoàng (271-300) - Ngô Ngạn (300-?) - Cổ Bí - Cố Tham - Cố Thọ - Đào Uy - Đào Thục - Đào Tuy (?-318) - Đào Khản (318-321) - Vương Lượng (322) - Đào Khản (323-324) - Nguyễn Phóng (325-329) - Phó Vinh (330-?) - Dương Bình (351-352) - Nguyễn Phu (353-358) - Ôn Phóng Chi (359-?) - Đặng Độn Chi (381-?) - Đỗ Viện (399-410) - Đỗ Tuệ Độ (410-423) - Đỗ Hoằng Văn (423-426) | - Vương Huy Chi (427-430) - Nguyễn Di Chi (431) - Lý Tử Chi (432-433) - Lý Đam Chi (434) - Từ Đạo Phúc (435) - Từ Xâm Chi (437-442) - Đàn Hoà Chi (443-445) - Tiêu Cảnh Hiến (446-454) - Viên Hoành (455) - Tiêu Cảnh Hiến (455) - Phi Yêm (456-457) - Viên Lãng (458-461) - Đàn Dực Chi (462-464) - Lưu Phương Mục (465-466) - Tôn Phụng Bá (466-467) - Lưu Bột (468) - Trần Bá Thiệu (468) - Ngô Hỉ (468-469) - Thẩm Cảnh Đức (477) - Thiệu Siêu Dân (477) - Lý Trường Nhân (478) - Lý Thúc Hiến (479) - Trầm Hoán (479-484) - Lưu Khải (485-487) - Phòng Pháp Thừa (488-489) - Phục Đăng Chi (490-493) - Tang Linh Thí (494) - Tống Từ Minh (494) - Lý Khải (495-505) - Lý Tắc (505-520?) - Lý Thốc (506) - Tiêu Tư (541-542) |